# Bull Ring

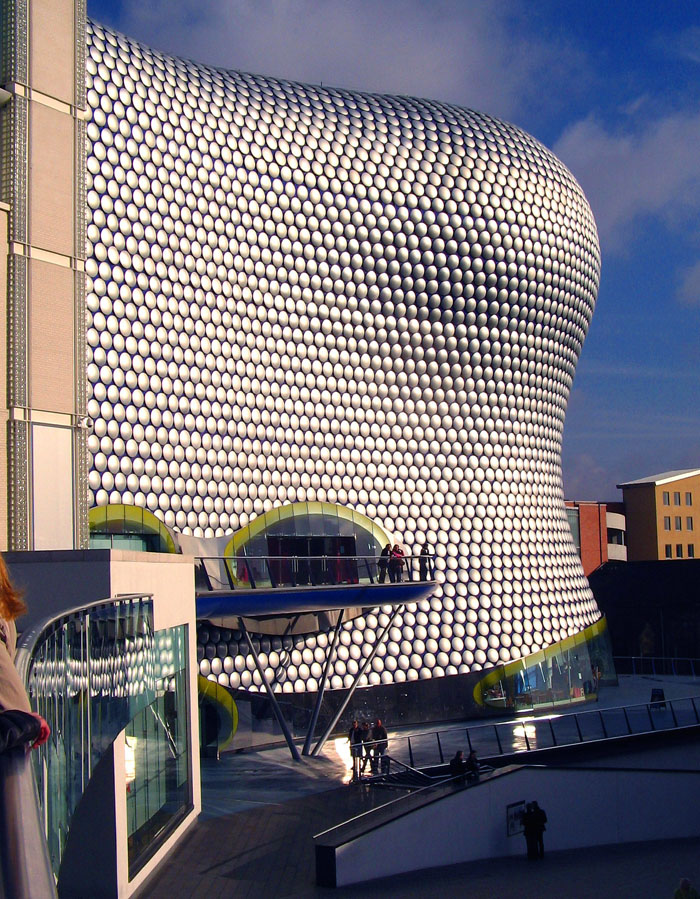
Le magasin Selfridges

Le Bull Ring est un quartier commerçant de Birmingham en Angleterre.
Il est une caractéristique importante de Birmingham depuis le Moyen Âge, où ce lieu servait de place de marché. Il a depuis été transformé en centre commercial deux fois : dans les années 1960 puis au cours des années 2000. 
L'actuel centre commercial a ouvert ses portes le 4 septembre 2003 et abrite, entre autres, un des quatre magasins Selfridges (les autres se trouvant à  Londres, Manchester et Trafford) et la deuxième plus grande succursale de Debenhams, qui s'étale sur 4 étages. Par conséquent, le centre commercial est un énorme succès, attirant les commerces du monde entier, comprenant des enseignes de New York.
Il possède une architecture très innovante reconnue internationalement, œuvre du cabinet d'architecture Future Systems. Il s'étend sur une surface de 110 000 m², supérieur à la surface de 26 terrains de football et accueille chaque année en moyenne 36.5 millions de visiteurs. Enfin, il possède un toit en verre d'une superficie de 7 000 m².

## Histoire
Le marché débuta formellement en 1154 lorsque Peter de Bermingham (en), un propriétaire de la région, obtint une Charte royale d'Henri II d'Angleterre. Initialement, un marché textile avait commencé à se développer dans le quartier et fut mentionné dans un document pour la première fois en 1232.